# Jeanne Herry
Jeanne Herry, nacida el 19 de abril de 1978, es una actriz y directora de cine francesa hija de Miou-Miou y Julien Clerc.

## Filmografía

### Como Directora
- 2009 : Marcher con Miou-Miou (cortometraje)
- 2014 : Elle l'adore con Sandrine Kiberlain y Laurent Lafitte
- 2016 : Dix pour cent, Temporada 2, episodio 4 Isabelle y Juliette, serie de televisión escrita por Fanny Herrero
- 2018 : Pupille
- 2023 : Las dos caras de la justicia